# Kamienica Raczyńskiego w Krakowie
Kamienica Raczyńskiego – zabytkowa kamienica znajdująca się w Krakowie, w dzielnicy I Stare Miasto przy ul. Pijarskiej 23, na rogu z ul. Szpitalną 40, na Starym Mieście.
Należała niegdyś do prezydenta RP na uchodźstwie Edwarda Raczyńskiego.